# Sierra Los Picachos
Sierra Los Picachos är en bergskedja i Mexiko.   Den ligger i delstaten Nuevo León, i den centrala delen av landet, 700 km norr om huvudstaden Mexico City.
Sierra Los Picachos sträcker sig 20,6 kilometer i sydostlig-nordvästlig riktning. Den högsta toppen är Mesa Gutierrez, 1 519 meter över havet.
Topografiskt ingår följande toppar i Sierra Los Picachos:
- Cerro Infiernillo
- Cerro La Caja Pinta
- Mesa El Nopal
- Mesa Gutierrez
- Mesa Los Caballos
- Mesa Los Picos
- Mesa Los Pinos
- Pico Delgadito